# Турысов, Каратай Турысович
Каратай Турысов (2 февраля 1934, село Жасуркен, Аулие-Атинский район, Южно-Казакская область — 1 августа 2004, Астана) — советский государственный деятель, доктор экономических наук (1993), академик Академии инженерных наук Казахстана (1993).

## Биография
Родился в селе Жасуркен Аулие-Атинском районе, Южно-Казакской области ныне Джамбулского района Джамбулской области. Казах. Происходит из рода шанышкылы Старшего жуза.
Окончил Московский геологоразведочный институт им. С.Орджоникидзе, горный инженер-геолог, Высшую партийную школу при ЦК КПСС, Академию народного хозяйства СССР (1978-80), экономист, доктор экономических наук. Академик Инженерной академии Республики Казахстан.

### Послужной список
- 1955-63 — геолог, старший геолог, начальник геологоразведочных партий в Павлодарской и Карагандинской областях;
- 1963-64 — председатель Комитета партийно-государственного контроля по Акчатауской промышленной зоне;
- 1964-71 — второй, первый секретарь Каражальского горкома Компартии Казахстана Карагандинской области;
- 1971-74 — инспектор отдела организационно-партийной работы ЦК Компартии Казахстана;
- 1974-78 — секретарь Тургайского обкома Компартии Казахстана;
- 1980-81 — председатель Комитета, Государственного комитета Казахской ССР по надзору за безопасным ведением работ в промышленности и горному надзору;
- 1981-84 — председатель Казахского республиканского совета профсоюзов;
- 1984-86 — секретарь ЦК Компартии Казахстана;
- 1986-90 — секретарь Всесоюзного Центрального Совета профессиональных союзов
- мае-декабре 1990 — заместитель Председателя Совета Министров Казахской ССР;
- 1990-91 — председатель Государственной комиссии Казахской ССР по экономической реформе;
- декабре 1990 — июне 1991 — Государственный советник Казахской ССР по вопросам промышленности, связи и коммуникаций;
- июне-августе 1991 — заместитель Премьер-Министра Казахской ССР;
- августе 1991-декабре 1993 — министр туризма, физической культуры и спорта Республики Казахстан;
- декабре 1993-марте 1995 — председатель Центральной избирательной комиссии Республики Казахстан;
- апреле-декабре 1995 — председатель наблюдательного совета Государственной акционерной компании по туризму «Яссауи»;

Избирался депутатом Верховного Совета СССР.
С 9 декабря 1995 — Депутат Мажилиса Парламента Республики Казахстан первого созыва. С января 1996 — председатель Комитета Мажилиса по экономике, финансам и бюджету.
Депутат Мажилиса Парламента Республики Казахстан 2-го созыва от Кордайского избирательного округа № 26 Жамбылской области. Председатель Комитета по финансам и бюджету Мажилиса